# Josep Brienni
Josep Brienni (en llatí Jopsephus Bryennius, en grec Ἰωσὴφ Βρυέννιος) fou un sacerdot romà d'Orient i eloqüent predicador que va florir al segle xv (va morir entre 1431 i 1438).
És autor d'un gran nombre de tractats sobre temàtica religiosa, i de diverses cartes dirigides a persones rellevants del seu temps (sempre sobre aspectes teològics o religiosos). La seva obra fou publicada sota el títol Ἰωσὴφ μοναχοῦ τοῦ Βρυεννίου τὰ εὑρεθέντα δἰ ἐπιμελείας Εὐγενίου, Διακόνου τῆς Βουλγαρείας, ἤδη τὸ πρῶτον τύποις εκδόθεντα en tres volums, a Leipzig, entre 1768 i 1784. Abans d'això, se n'havien publicat extractes, i Lleó Al·laci s'hi va referir en diverses ocasions i en citava fragments complets.